# 仁方駅
仁方駅（にがたえき）は、広島県呉市仁方本町二丁目にある、西日本旅客鉄道（JR西日本）呉線の駅である。駅番号はJR-Y18。

## 概要
国鉄時代は近くの仁方港から瀬戸内海対岸の堀江駅（堀江桟橋）までの航路である仁堀航路の連絡駅だった。連絡船廃止以降は松山（堀江）への連絡機能は、阿賀港最寄駅である安芸阿賀駅（呉・松山フェリーの寄港地）に譲ったが、呉・松山フェリーも2009年6月限りで廃止された。

## 歴史

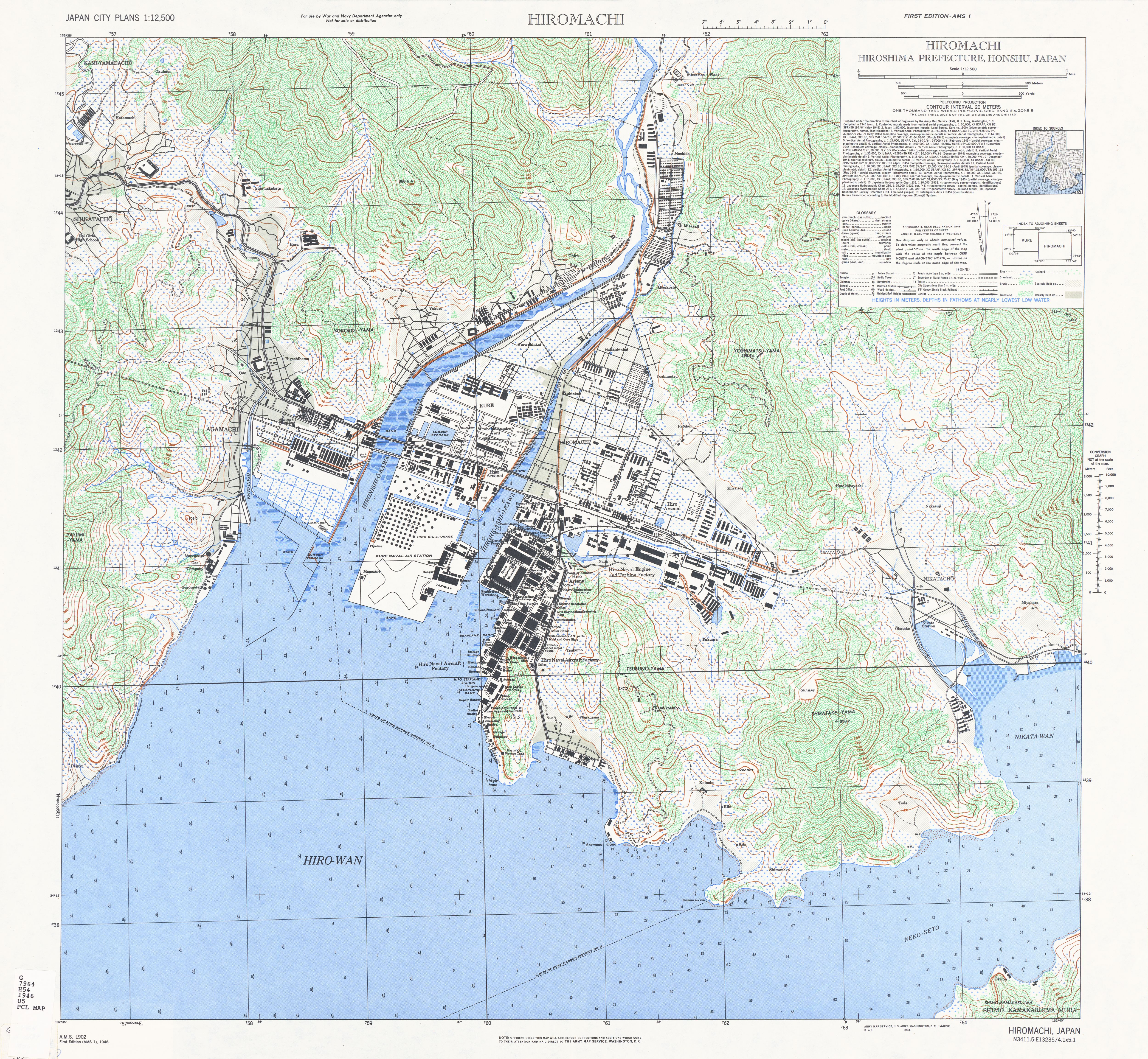
1945年に米軍が作成した広地区地図。"Nikata Station"と誤表記で確認出来る。

- 1935年（昭和10年）11月24日：鉄道省呉線三津内海駅（現・安浦駅） - 広駅間延伸時に開設[2]。
- 1946年（昭和21年）5月1日：仁堀連絡船開設。
- 1976年（昭和51年）6月1日：貨物取扱廃止[2]。
- 1982年（昭和57年）7月1日：仁堀連絡船廃止[3]。
- 1985年（昭和60年）3月14日：荷物扱い廃止[2]。
- 1987年（昭和62年）4月1日：国鉄分割民営化に伴い、[西日本旅客鉄道（JR西日本）の駅となる[2]。
- 1995年（平成7年）10月1日：管轄が広島支社の直轄（呉管理駅）から三原地域鉄道部に変更[4]。
- 2006年（平成18年）3月18日：ダイヤ改正に伴い、臨時快速「瀬戸内マリンビュー」の停車駅となる。
- 2007年（平成19年）
  - 8月：ICOCA専用改札機（カードリーダー）設置。
  - 9月1日：ICカード「ICOCA」が利用可能となる。
- 2010年（平成22年）
  - 7月14日：平成22年梅雨前線豪雨に伴い呉線内で複数の土砂崩れが発生、三原駅 - 呉駅間が不通となる[5]。
  - 7月20日：安浦駅 - 広駅間運行再開[6][7]。
- 2011年（平成23年）3月12日：ダイヤ改正に伴い、臨時快速「瀬戸内マリンビュー」の通過駅に戻る[8]。
- 2016年（平成28年）
  - 6月22日：平成28年梅雨前線豪雨に伴い当駅 - 安芸川尻駅間で土砂崩れが発生、三原駅 - 広駅間が不通となる[9]。
  - 6月29日：安浦駅 - 広駅間運行再開[10]。
- 2018年（平成30年）
  - 6月1日：三原地域鉄道部廃止に伴い、三原駅管理下となる[11]。
  - 7月5日：平成30年7月豪雨により不通となる[12]。
  - 9月12日：老朽化した跨線橋解体工事開始。翌年3月まで工事実施。
  - 10月14日：安芸川尻駅 - 広駅間運行再開[13]。
- 2024年（令和6年）3月 - 新駅舎使用開始。旧駅舎は解体。

## 駅構造
相対式ホーム2面2線を有する地上駅。両ホームは跨線橋で連絡していたが、老朽化に伴い2018 - 2019年にかけて解体工事が実施された。現在は、跨線橋撤去前に既に呉市が設置していた、改札外の人道橋を渡って連絡する形式となっている。自動改札機は無いが、ICOCAは利用可能（相互利用可能ICカードはICOCAの項を参照）。ICカードは専用カードリーダーによる対応である。男女別の水洗式トイレが設置されている。
三原駅管理の無人駅。駅舎は三原方面行ホーム側にあるが、呉方面行ホーム側にも出入口がある。自動券売機は駅舎内と、呉方面行ホームに設置されている。

### のりば
| のりば | 路線 | 方向 | 行先           |
| ------ | ---- | ---- | -------------- |
| 1      | 呉線 | 上り | 竹原・三原方面 |
| 2      | 呉線 | 下り | 呉・広島方面   |

## 利用状況
「呉市統計書」によると、近年の1日平均乗車人員の推移は以下の通り。
| 年度                | 1日平均 乗車人員 |
| ------------------- | ---------------- |
| 1987年（昭和62年）  | 1,425            |
| 1988年（昭和63年）  | 1,430            |
| 1989年（平成 元年） | 1,442            |
| 1990年（平成02年）  | 1,438            |
| 1991年（平成03年）  | 1,419            |
| 1992年（平成04年）  | 1,429            |
| 1993年（平成05年）  | 1,435            |
| 1994年（平成06年）  | 1,382            |
| 1995年（平成07年）  | 1,339            |
| 1996年（平成08年）  | 1,339            |
| 1997年（平成09年）  | 1,284            |
| 1998年（平成10年）  | 1,272            |
| 1999年（平成11年）  | 1,166            |
| 2000年（平成12年）  | 1,007            |
| 2001年（平成13年）  | 928              |
| 2002年（平成14年）  | 909              |
| 2003年（平成15年）  | 866              |
| 2004年（平成16年）  | 817              |
| 2005年（平成17年）  | 776              |
| 2006年（平成18年）  | 763              |
| 2007年（平成19年）  | 819              |
| 2008年（平成20年）  | 821              |
| 2009年（平成21年）  | 789              |
| 2010年（平成22年）  | 771              |
| 2011年（平成23年）  | 776              |
| 2012年（平成24年）  | 739              |
| 2013年（平成25年）  | 689              |
| 2014年（平成26年）  | 641              |
| 2015年（平成27年）  | 644              |
| 2016年（平成28年）  | 629              |
| 2017年（平成29年）  | 609              |
| 2018年（平成30年）  | 486              |
| 2019年（令和 元年） | 511              |
| 2020年（令和02年）  | 450              |
| 2021年（令和03年）  | 428              |
| 2022年（令和04年）  | 410              |
| 2023年（令和05年）  | 411              |

## 駅周辺

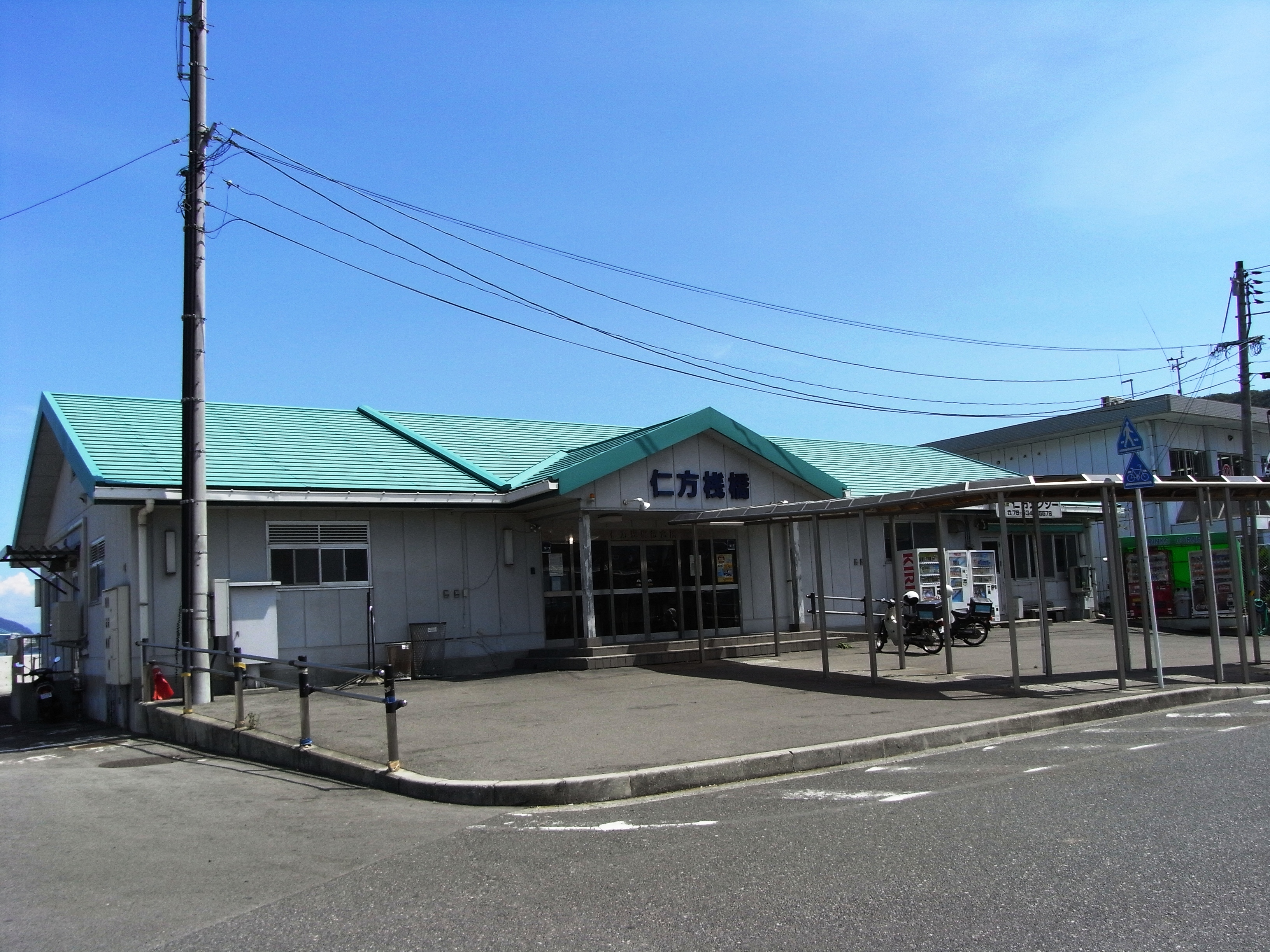
仁方桟橋（2008年7月）

- 仁方港
- 呉市役所仁方市民センター（支所）
- 呉市立仁方中学校
- 呉市立仁方小学校
- わかば幼稚園
- 白鳩幼稚園
- 呉信用金庫 仁方支店
- 呉農業協同組合（JA呉）仁方ふれあい店
- ツボサン 本社工場
- 国道185号
- 広島県道279号広仁方停車場線
- 広島県道261号仁方港線

### バス路線
駅前ロータリー内に「仁万駅南口」停留所があり、広電バス広仁方線が発着する。
駅北側を通る広島県道279号線沿いに「仁方駅前」停留所があり、下記の各路線が経由する。
広電バス
- 広仁方線
  - 仁万駅南口 / 呉駅前、日本製鉄前

※「呉駅前を経由して日本製鉄へ向かう路線」では無い。
瀬戸内産交
- 中国労災病院 / 営農センター、沖友天満宮前

※営農センター止りの便が混在する。
呉市生活バス
- 広川尻線[14]
  - 中国労災病院 / 小用入口、安浦駅

※安浦駅行は平日2便のみ運行。

## 隣の駅
西日本旅客鉄道（JR西日本）
 呉線
安芸川尻駅 (JR-Y19) - 仁方駅 (JR-Y18) - 広駅 (JR-Y17)